# Tipula (Vestiplex) mitchelli
Tipula (Vestiplex) mitchelli is een tweevleugelige uit de familie langpootmuggen (Tipulidae). De soort komt voor in het Oriëntaals gebied.